# El Hijate
El Hijate es una localidad y pedanía española perteneciente al municipio de Alcóntar, en la provincia de Almería, comunidad autónoma de Andalucía. Está situada en la parte occidental de la comarca del Valle del Almanzora.

## Geografía
Limita la provincia de Granada. Está asentada en el margen izquierdo del río Almanzora. Su principal riqueza es el cultivo de secano, especialmente el almendro.

### Clima
Influenciado por un clima Mediterráneo seco.

## Demografía
Según el Instituto Nacional de Estadística de España, en el año 2023 El Hijate contaba con 339 habitantes censados, lo que representa el 60,54% de la población total del municipio.

### Evolución de la población
| Gráfica de evolución demográfica de El Hijate entre 2013 y 2023 |
|                                                                 |
| Datos según el nomenclátor publicado por el INE.                |

## Servicios públicos

### Sanidad
La localidad cuenta con un consultorio, dependiente del Hospital de Baza, en Granada, que da servicio de lunes, miércoles, jueves y viernes.

## Monumentos

### Iglesia de San Antonio de Padua
La iglesia de San Antonio de Padua consta de tres naves una principal y dos secundarias su titular y patrón es San Antonio de Padua.la iglesia fue supuestamente hecha por todos los vecinos de Hijate siendo inaugurada en el año de 1860. En su interior se alojan variadas imágenes  de un gran valor histórico y sentimental, como la virgen de los dolores y el santo crucifijo. Además hay una curiosa tradición en el pueblo que es conocida como moros y cristianos o las relaciones. En la iglesia hay dos imágenes de San Antonio conocidos como San Antonio el grande y San Antonio el chico. Cabe destacar el valor histórico del cuadro de las animas escondido en la guerra civil en un serón.

### Torre de El Ramil
Edificada en mampostería de mortero de cal y piedras regulares, es de planta circular. Consta de un único cuerpo, consistente en una base macizada y una estancia elevada respecto al nivel del terreno exterior, cubierta con una bóveda semicircular, y  a donde se ingresaba mediante una pequeña puerta eleva accesible únicamente con una escala de mano o cuerda. La cubierta originariamente estaba rodeada de un pequeño pretil o parapeto, formando en la misma una pequeña azotea accesible desde la estancia interior y desde donde se realizarían las labores de vigilancia.
Próxima a la torre, y a los pies del montículo sobre el que se alza, existe un antiguo aljibe, de mortero de cal y mampostería, de un único cuerpo, cubierta con bóveda de medio cañón, y posiblemente coetáneo a la torre
En la actualidad esta construcción consta del máximo grado de protección patrimonial en Andalucía, el de BIC desde 1985.
Esta torre formaba parte de la red de fortificaciones y puntos defensivos. Construida en época nazarí, su función era vigilar, defender y avisar en caso de ataque a los pueblos vecinos, en este caso a la torre de Somontín (al sur) y a la de Caniles (al norte). De día se comunicaban con humo y de noche con reflejos de luz, con espejos. 
Actualmente se ha recuperado como mirador, ya que se sitúa en un paisaje de gran belleza: el Valle del Almanzora.

### Sierra de los Filabres

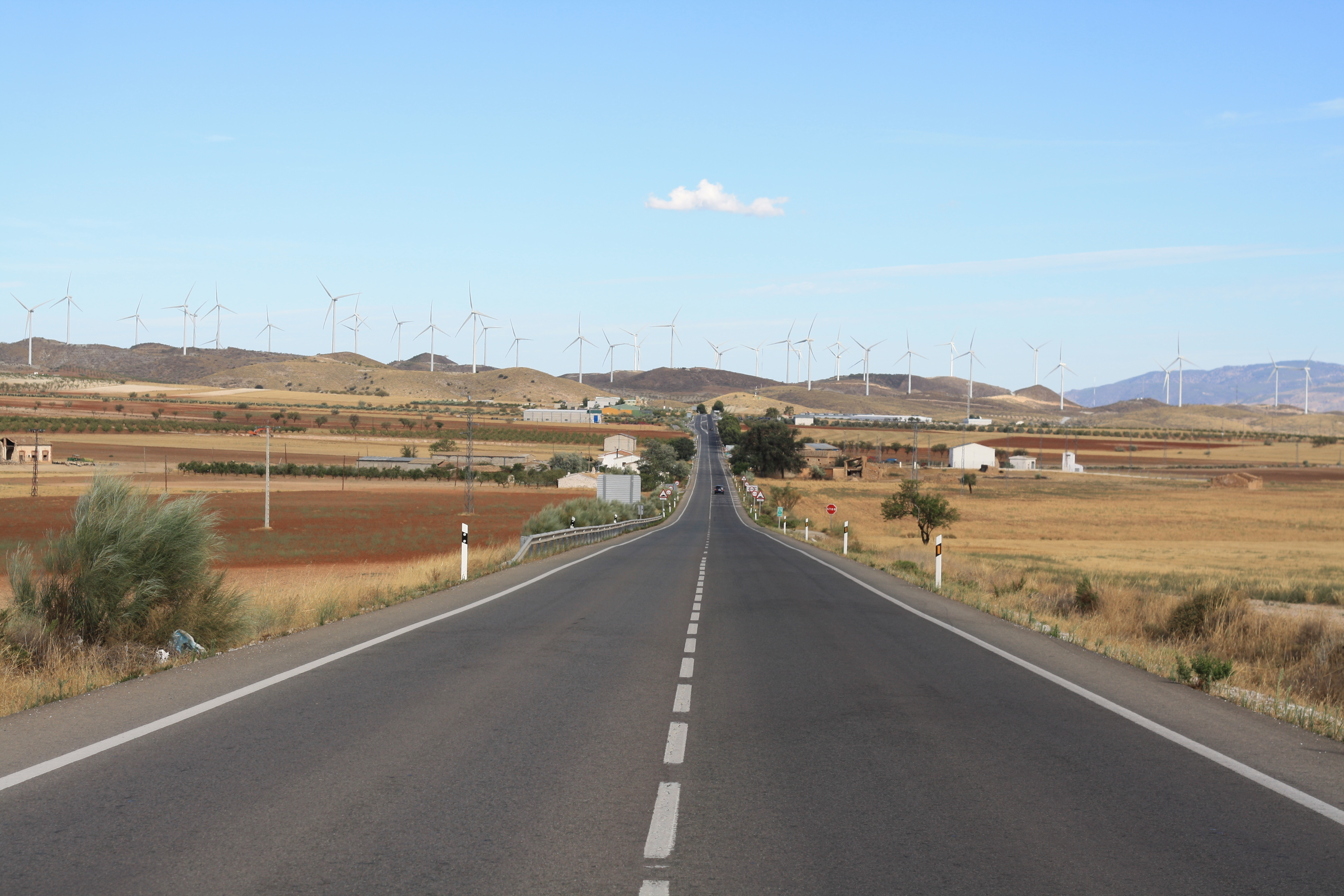
Estación de Hijate desde la carretera A-334. Al fondo, a la derecha, la Sierra de Filabres

La Sierra de los Filabres es una sierra que se encuentra en el corazón de la provincia de Almería, siendo el principal macizo montañoso de Almería. Tiene una superficie de 150.000 hectáreas, (50Km de longitud y 25 km de anchura). Separa las dos cuencas divisorias de la provincia, la del Andarax y del Almanzora 
La Sierra de los Filabres estuvo semi poblada por varios núcleos de vecinos a principios del siglo XX. Aún se pueden apreciar las ruinas de algunas viviendas hechas de piedra y barro y techos de lastras de gran tamaño restos y piedras ahumadas de chimeneas que sin ninguna duda el fuego les ayudaría a sobrevivir las bajas temperaturas que se producían es aquellos largos inviernos cubiertos de nieve y hielo.

### Estación de Hijate

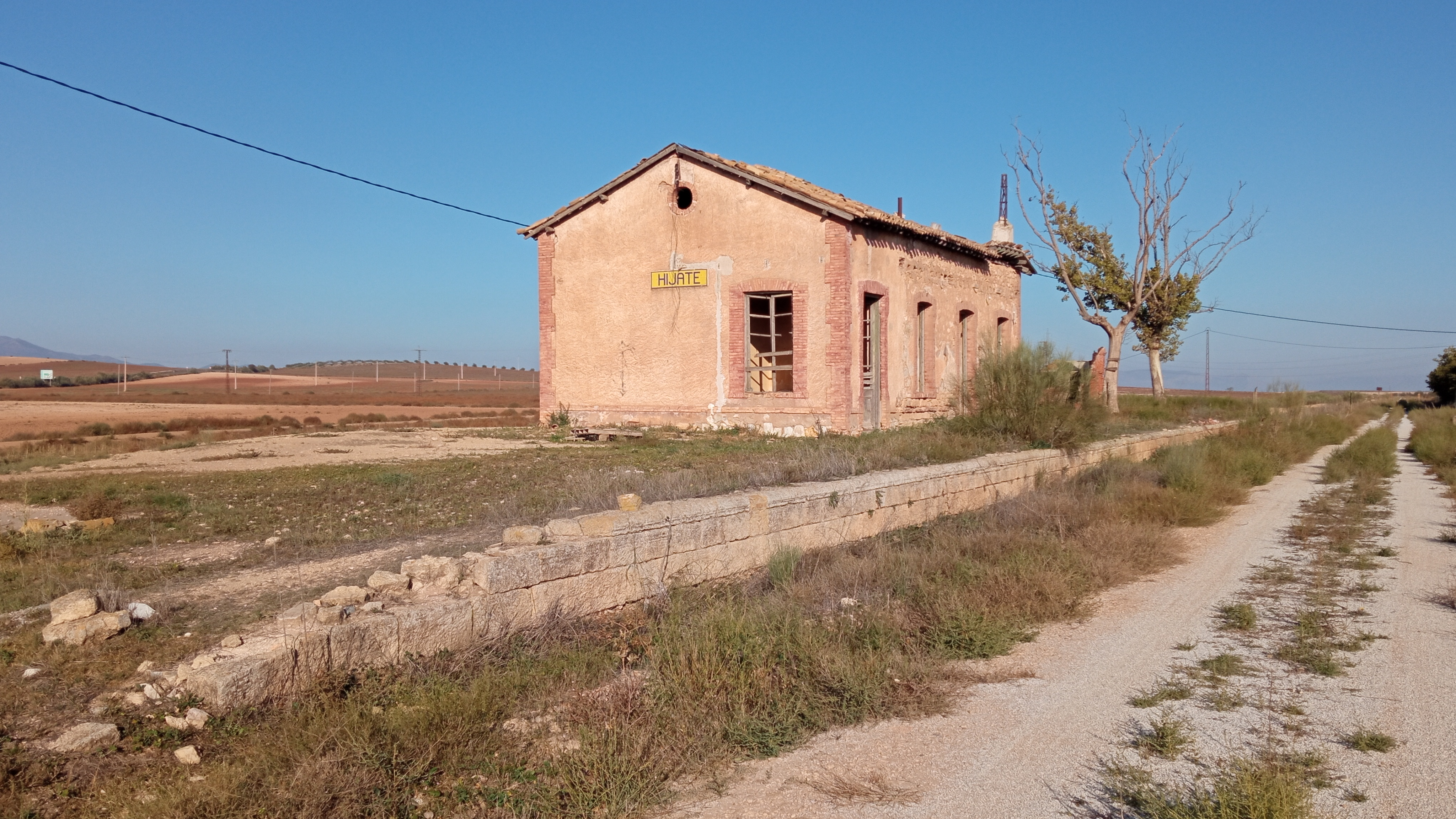
Primer plano de la estación de Hijate, en estado de ruina en 2023

Inaugurada el 11 de diciembre de 1894 y clausurada el 1 de enero de 1985. Situada en el km. 114 de la línea de Lorca a Baza a una altitud de 900 metros sobre el nivel del mar. Su estado actual es de ruina progresiva, luego su último derrumbe fue el 29 de octubre de 2012. La estación está en el término municipal de Caniles (Granada), aunque mucha gente de la zona de alrededor de los edificios de RENFE se cree de Alcóntar.

## Fiestas
Las fiestas patronales en El Hijate son en honor a San Antonio de Padua se celebran el día 13 de junio, en las que son tradicionales las verbenas las novenas y las migas en la madrugada del sábado despertando el pueblo a la mañana siguiente con la Diana floreada acompañada de la banda de música y seguida después de esta por la procesión de San Antonio que recorre todas las calles del pueblo entre cohetes y los típicos ¡viva San Antonio!y en la primera quincena de agosto (en honor a San Antonio de Padua "El chico"). En estas fiestas se repite lo mismo solo que se hacen con el fin de festejar la antigua imagen de San Antonio. Era a esta imagen a la que se le tributaban fiestas y moros y cristianos antiguamente hasta que se compró la imagen de San Antonio"el grande" a la que desde entonces se le hicieron las fiestas grandes y después de esto para que la imagen de San Antonio "el chico" no cayera en el olvido se le hicieron fiestas en septiembre para dar gracias por la cosecha y porque todo hubiera ido bien ese año.